# Gamma (album)
Pour les articles homonymes, voir Gamma (homonymie).
Albums de Gesaffelstein
Hyperion
(2019)
Singles
1. Hard Dreams
Sortie : 1er mars 2024

Gamma (stylisé en majuscules) est le troisième album studio du compositeur de musique électronique français Gesaffelstein, publié le 29 mars 2024 par Columbia Records. Il s'agit du premier album de l'artiste depuis la sortie d'Hyperion en 2019.

## Contexte et promotion
En mars 2023, le musicien Skrillex a annoncé sur Twitter que Gesaffelstein lui a montré le contenu son nouvel album; l'album n'est cependant officiellement annoncé que le 15 février 2024, dans une vidéo promotionnelle contenant des extraits des onze pistes de l'album. Le single Hard dreams, en collaboration avec Yan Wagner, est publié le 1er mars 2024 et accompagné d'un clip vidéo réalisé par Jordan Hemingway,. Wagner décrit le single comme étant un « disque punk, coup de poing, un objet intense à avaler d’un trait », « à la croisée de Silicon Teens et [de] Suicide ».
L'album sort officiellement le 29 mars 2024. Gemma Ross de Mixmag décrit la musique de l'album comme étant « du son industriel pur », quand Patrick Thévenin des Inrocks considère que Gesaffelstein revient avec l'album « au rock le plus primal ».  Chacune des pistes de l'album est accompagné d'un court clip, également réalisé par Jordan Hemingway. Gesaffelstein participe à l'édition 2024 du Coachella Festival afin de promouvoir l'album,.

## Réception critique
Gamma a été relativement bien accueilli par la critique. Philip Sherburne de Pitchfork décrit l'album comme « une bonne surprise », notamment après Hyperion, qui avait été mal reçu par la critique. Erwan Perron de Télérama considère que « la production sonore [de l'album] est comme enveloppée d’une belle lumière noire, brillante mais jamais clinquante ».

## Liste des pistes
| 1.    | Digital Slaves          | Yan Wagner | 1:54 |
| 2.    | Hard Dreams             | Yan Wagner | 2:50 |
| 3.    | Your Share Of The Night | Yan Wagner | 3:09 |
| 4.    | Hysteria                |            | 1:55 |
| 5.    | The Urge                | Yan Wagner | 2:24 |
| 6.    | Mania                   |            | 2:35 |
| 7.    | Lost Love               | Yan Wagner | 2:33 |
| 8.    | The Perfect             | Yan Wagner | 2:24 |
| 9.    | Psycho                  |            | 2:04 |
| 10.   | Tyranny                 |            | 2:38 |
| 11.   | Emet                    |            | 2:40 |
| 27:06 |                         |            |      |

## Crédits
- Mike Lévy : production, mixage, ingénierie sonore
- Adam Ayan : mastering
- Michael Harroch : assistance à l'ingénierie sonore
- Sébastian Roblin : assistance à l'ingénierie sonore
- Yan Wagner : chant (pistes 1, 2, 3, 5, 7 et 8)